# Епифанов, Дмитрий Борисович
Дми́трий Бори́сович Епифа́нов (род. 31 января 1978, Москва) — российский футболист, вратарь.

## Клубная карьера
Воспитанник футбольной школы московского «Спартака». В 1994—1998 годах играл за вторую команду «Спартака» (в 1994—1997 в 3-й зоне третьей лиги, в 1998 — в зоне «Запад» второго дивизиона). В возрасте 16 лет впервые оказался в заявке основной команды на матч чемпионата России 1994 года. В возрасте 17 лет, вследствие удаления Руслана Нигматуллина в первом домашнем матче, оказался в заявке на матч Кубка УЕФА против датского «Силькеборга» в ответной встрече. В 1998 году был единственным дублёром Филимонова в играх 1/4 финала Кубка УЕФА против амстердамского «Аякса» и 1/2 финала против миланского «Интера», а также в первой половине чемпионата России. Весной 1998 года стал обладателем Кубка России. Во втором круге сезона 1998 вместе с несколькими спартаковцами был отдан в аренду «Анжи», выступавшем в первом дивизионе, и помог сохранить прописку в первом дивизионе, а «Спартак» тем временем в очередной раз выиграл чемпионат России.
Затем играл в московском клубе «Спартак-Чукотка» во втором и первом дивизионе, став победителем зоны «Центр» второго дивизиона 1999 года в его составе. Далее играл в «Ростсельмаше-2» и в тульском «Арсенале». С 2001 по 2003 годы играл в «Металлурге» из Липецка, в составе которого побеждал в зоне «Центр» второго дивизиона в 2001 и 2002 гг.; в феврале 2004 липчане долго не могли определиться с бюджетом на сезон, и после турецкого сбора Епифанов решил перебраться в «Орёл».
В 2006 играл в клубе «СКА-Энергия». В 2007 и 2008 году был основным вратарём оренбургского Газовика. В 2009 году играл в составе «Кайсара» (Кызылорда, Казахстан). В 2010 году перешёл в команду «Динамо» из Санкт-Петербурга. В 2011 году перешёл во владимирское «Торпедо». С лета 2012 годы выступал за подмосковный «Долгопрудный», где был играющим тренером вратарей.
Вошёл в заявку сборной России на Суперкубок Легенд 2018, с которой стал победителем данного турнира.

## Тренерская карьера
В декабре 2015 года получил лицензию категории «А-УЕФА» тренер по работе с вратарями.
С 2013 по 2015 года тренер вратарей ФСК «Долгопрудный». В 2016 году был тренером вратарей и помощником главного тренера ЖФК «Россиянка».
С 2016 года тренер вратарей женской сборной России. В 2016 году стал чемпионом России среди женских команд, а летом 2017 года в составе женской сборной России был участником Чемпионата Европы в Нидерландах. В 2017 году стал бронзовым призёром в составе женской студенческой сборной России на всемирной летней Универсиаде в Тайвани.
В начале 2021 года получил предложение о совмещении тренерской работы в национальной женской сборной России с должностью главного тренера вратарей академии Спартак им. Ф. Ф. Черенкова, на что откликнулся без промедлений. Уже на следующий год пошел на повышение, 4 февраля 2022 года стал тренеров вратарей в молодёжной команде московского «Спартака». 21 марта 2023 года покинул команду по семейным обстоятельствам.
Летом 2023 года стал тренером вратарей «Кубани», выступающей в Первой лиге и по окончании годового контракта решил его не продлевать.